# Copella vilmae
A Copella vilmae a sugarasúszójú halak (Actinopterygii) osztályának pontylazacalakúak (Characiformes) rendjébe, ezen belül a Lebiasinidae családjába tartozó faj.

## Előfordulása
A Copella vilmae a dél-amerikai Amazonas folyó felső szakaszánál található meg.

## Megjelenése
Legfeljebb 4,5 centiméter hosszú.

## Életmódja
A Copella vilmae trópusi, édesvízi halfaj.

## Tartása
Ez a pontylazac kedvelt akváriumi hal. Akváriumban: 23-25 °C-ot igényel, pH: 4,5-5,2 keménység: ?-0.20000000298023NK°.